# Nils Ušakovs
Nils Ušakovs (ros. Нил Валерьевич Ушаков, trb. Nił Walerjewicz Uszakow; (ur. 8 czerwca 1976 w Rydze) – łotewski polityk, dziennikarz i samorządowiec rosyjskiej narodowości, poseł na Sejm (2006–2009), od 2009 do 2019 burmistrz Rygi, poseł do Parlamentu Europejskiego IX i X kadencji.

## Życiorys
W 1999 ukończył studia na wydziale ekonomii i zarządzania Uniwersytetu Łotwy, następnie kształcił się w dziedzinie integracji europejskiej na wydziale nauk społecznych Uniwersytetu Południowej Danii, kończąc tę uczelnię w 2002.
Od 1998 zatrudniony w regionalnym oddziale rosyjskiej telewizji NTV. Następnie pracował w łotewskiej telewizji LTV oraz w czasopismach „Respubļika” i „Teļegraf”. W latach 2001–2004 prowadził program telewizyjny Nedēļas tēma w telewizji TV5.
W 2005 wstąpił do Partii Zgody Narodowej. W tym samym roku został wybrany przewodniczącym koalicyjnego ugrupowania Centrum Zgody. W 2006 uzyskał mandat posła na Sejm z listy tej formacji. Zasiadał w komisjach spraw zagranicznych i europejskiej. Stał na czele parlamentarnej grupy współpracy łotewsko-rosyjskiej. Mandat złożył w lipcu 2009 w związku z objęciem funkcji burmistrza Rygi. Uzyskiwał reelekcję na ten urząd w wyniku kolejnych wyborów lokalnych.
W listopadzie 2010 został także wybrany w skład zarządu Wolnego Portu Ryga. W czerwcu 2011 ponownie powołany na przewodniczącego Centrum Zgody. W listopadzie 2013 stanął na czele Socjaldemokratycznej Partii „Zgoda”.
4 kwietnia 2019 minister Juris Pūce wydał zarządzenie o usunięciu Nilsa Ušakovsa ze stanowiska burmistrza Rygi, zarzucając mu naruszenie szeregu aktów prawnych (w tym przepisów dotyczących rachunkowości, zarządzania finansami i budżetu). Decyzję podjęto kilka miesięcy po ujawnieniu afery korupcyjnej w stołecznym przedsiębiorstwie transportowym „Rīgas satiksme”. W wyborach w 2019 Nils Ušakovs z listy swojego ugrupowania uzyskał mandat posła do Parlamentu Europejskiego IX kadencji. W październiku tegoż roku zakończył pełnienie funkcji przewodniczącego partii. W styczniu 2023 wybrany na jednego z trzech współprzewodniczących Socjaldemokratycznej Partii „Zgoda”. W 2024 został po raz drugi wybrany w skład Europarlamentu.

## Życie prywatne
Trzykrotnie żonaty – najpierw z Mariją Ušakovą, następnie z dziennikarką Jeļeną Suharevą. Jego trzecią żoną została Iveta Strautiņa. W 2015 urodził się jego syn Toms.
22 maja 2011 doznał udaru słonecznego podczas półmaratonu ryskiego. Odwieziono go do ryskiego szpitala, następnie do kliniki „Charite” w Berlinie, gdzie został poddany intensywnej terapii. Polityk znajdował się w śpiączce, doszło do upośledzenia pracy narządów wewnętrznych – wątroby i nerek, a stan jego zdrowia określano jako ciężki. Po zdarzeniu otworzono specjalny rachunek bankowy, na który mieszkańcy Łotwy mogli wpłacać pieniądze na leczenie burmistrza. Do wykonywania obowiązków powrócił w lipcu 2011.